# NGC 1719
NGC 1719 è una galassia a spirale situata nella costellazione di Orione, a una distanza di circa 200 milioni di anni luce dalla nostra Via Lattea.

## Scoperta
La galassia è stata scoperta il 23 novembre 1827 dall'astronomo britannico John Herschel.

## Descrizione
NGC 1719 ha una classe di luminosità I.

## Gruppo di NGC 1762
NGC 1719 fa parte del Gruppo di NGC 1762, un raggruppamento che comprende almeno 27 galassie, tra cui IC 392, NGC 1590, NGC 1633, NGC 1642, NGC 1691, NGC 1713 e NGC 1762.